# Каурі Ауднасон
Заголовок цієї статті — це ісландське ім'я, де Каурі — особове ім'я, а Ауднасон — ім'я по батькові. 
Каурі Ауднасон (ісл. Kári Árnason, нар. 13 жовтня 1982, Гетеборг, Швеція) — ісландський футболіст, півзахисник. У складі національної збірної Ісландії був учасником Євро-2016 та чемпіонату світу 2018 року.

## Клубна кар'єра
Народився 13 жовтня 1982 року в місті Гетеборг в Швеції. Почав грати у футбол в ісландському клубі «Вікінгур», в якому він провів п'ять років своєї кар'єри.
У 2004 році Каурі підписав контракт і продовжив кар'єру в шведському клубі «Юргорден». У 2005 році у складі клубу став чемпіоном Швеції, а також виграв Кубок Швеції.
У 2007 році підписав контракт з данським клубом «Орхус», де провів два роки. Також грав на правах оренди за клуб «Есб'єрг».

### «Плімут Аргайл»
Каурі влітку 2009 року був на перегляді в англійському клубі «Плімут Аргайл», і після кількох товариських матчів підписав контракт з клубом на один рік. Дебютував у клубі в серпні 2009 року в матчі проти «Дербі Каунті». Відразу зарекомендував себе і отримав місце в центрі оборони першої команди. Свій перший гол забив 28 грудня 2009 року в матчі проти «Редінга». У січні 2010 року Каурі продовжив контракт з клубом на два роки. Залишив клуб в червні 2011 року після розбіжностей з клубом з приводу зарплати.

### «Абердин»
У червні 2011 року Каурі поїхав на перегляд в шотландський клуб «Гарт оф Мідлотіан» під час міжсезонних зборів клубу в Італії. Але клуб не запропонував гравцеві контракт, і Карі довелося їхати на перегляд в інший шотландський клуб «Абердин». Підписав контракт з «Абердином» 18 липня. Дебютував у клубі 23 липня в матчі проти «Сент-Джонстона». Свій перший гол за клуб забив 15 жовтня у переможному матчі проти «Данді Юнайтед». 2 січня 2012 року у матчі «Дербі Нової Фірми» проти «Данді Юнайтед», Каурі забив переможний гол з 30 ярдів (27,4 метра). У грудні клуб запропонував продовжити контракт з Каурі, але гравець відмовився. Менеджер клубу Крейг Браун заявив: «Ми зробили Карі виключно хорошу пропозицію. Тим не менш, гравець вважає, що він може укласти більш вигідну угоду в іншому місці».

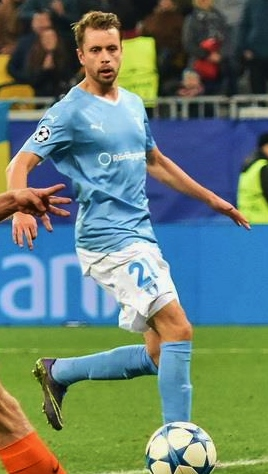
Арнасон під час виступів за «Мальме». 4 листопада 2015 року.

### «Ротергем Юнайтед»
Каурі перейшов в англійський «Ротергем Юнайтед» в 2012 році. За клуб зіграв понад 100 матчів. Більшість з яких він зіграв в обороні, решта — в півзахисті.

### «Мальме»
По закінченню контракту з «Ротергем Юнайтед», 29 червня 2015 року Ауднасон підписав контракт зі шведським клубом «Мальме» на два з половиною роки. Всього відіграв за команду з Мальме 37 матчів в національному чемпіонаті і у 2016 році став з командою чемпіоном Швеції.

### Завершення кар'єри
30 січня 2017 року Каурі Ауднасон перейшов у кіпрську «Омонію», зігравши до кінця сезону лише 8 матчів за клуб, після чого 14 липня 2017 року знову приєднався до «Абердина», у складі якого вже виступав у сезоні 2011/12. Цього разу Карі провів у клубі також лише один сезон і в травні 2018 року, після закінчення контракту, залишив клуб.
15 травня 2018 року Каурі повернувся в «Вікінгур», клуб, в якому Арнасон розпочинав свою кар'єру, підписавши річну угоду. Втім вже влітку футболіст знову відправився за кордон, ставши гравцем турецького «Генчлербірлігі», де провів сезон 2018/19.
Завершив ігрову кар'єру у «Вікінгурі», де грав у 2019–2021 роках.

## Виступи за збірну

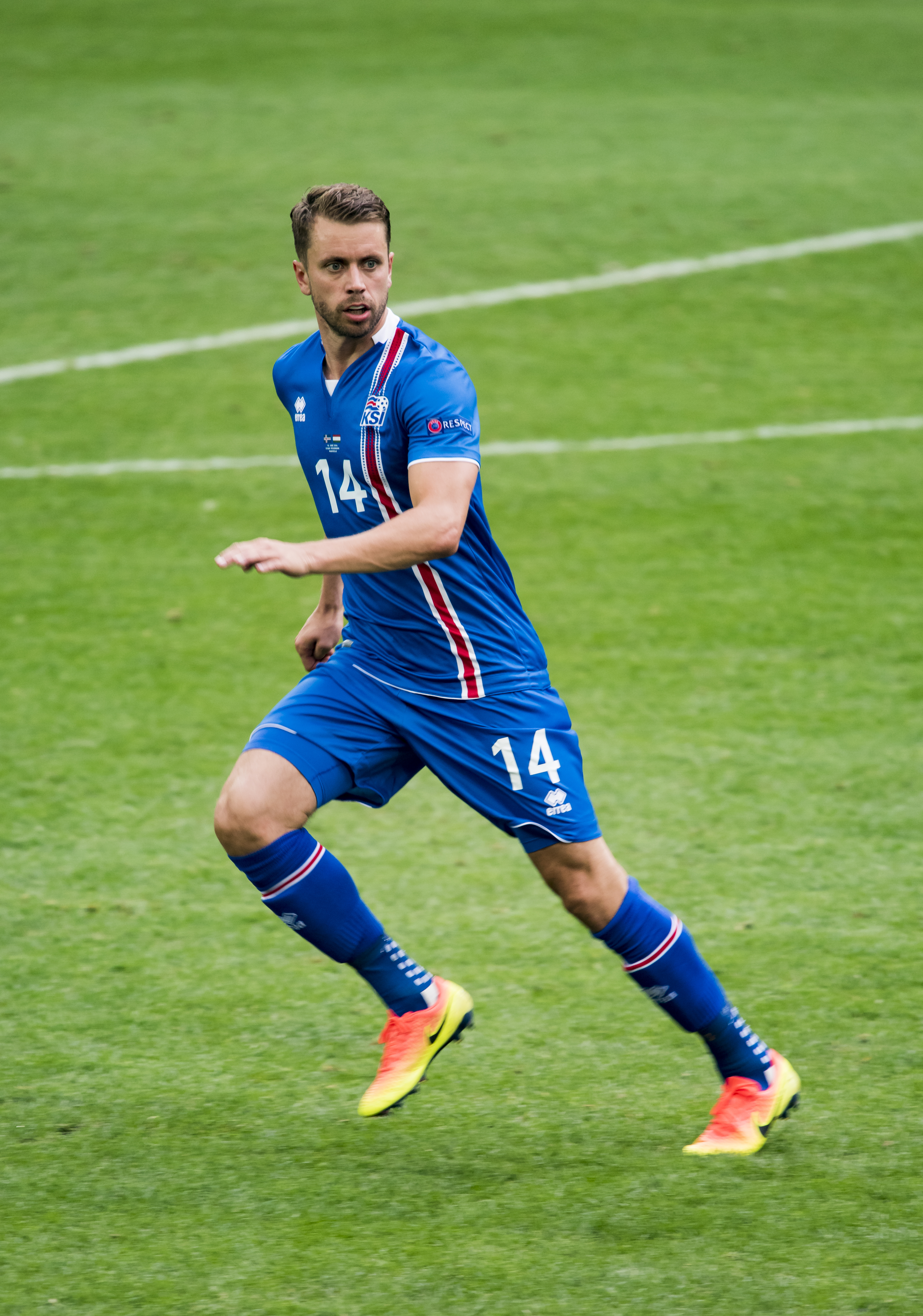
Арнасон у складі збірної Ісландії. 19 червня 2016 року.

Вперше Каурі був викликаний в національну збірну Ісландії у березні 2005 року для гри проти збірної Хорватії. Дебютував чотири дні потому проти збірної Італії. Свій перший гол за збірну забив у жовтні 2005 року в матчі проти збірної Швеції на стадіоні «Росунда».
У складі збірної був учасником чемпіонату Європи 2016 року у Франції, дійшовши до чвертьфіналу турніру, та чемпіонату світу 2018 року у Росії.
Всього провів у формі головної команди країни 90 матчів, забивши 6 голів.
| #  | Дата           | Місце                                       | Суперник  | Голи  | Результат | Турнір               |
| -- | -------------- | ------------------------------------------- | --------- | ----- | --------- | -------------------- |
| 1. | 12 жовтня 2005 | Росунда, Стокгольм, Швеція                  | Швеція    | 1 — 0 | 1 — 3     | Кваліфікація ЧС-2006 |
| 2. | 7 вересня 2012 | Лаугардалсволлур, Рейк'явік, Ісландія       | Норвегія  | 1 — 0 | 2 — 0     | Кваліфікація ЧС-2014 |
| 3  | 6 жовтня 2016  | Лаугардалсволлур, Рейк'явік, Ісландія       | Фінляндія | 1–1   | 3–2       | Кваліфікація ЧС-2018 |
| 4  | 6 жовтня 2017  | Єні Ескішехір Стадіум, Ескішехір, Туреччина | Туреччина | 3–0   | 3–0       | Кваліфікація ЧС-2018 |
| 5  | 7 червня 2018  | Лаугардалсволлур, Рейк'явік, Ісландія       | Гана      | 1–0   | 2–2       | Товариський матч     |
| 6  | 11 жовтня 2018 | Стад де Рудуру, Генгам, Франція             | Франція   | 2–0   | 2–2       | Товариський матч     |

## Титули і досягнення
- Чемпіон Швеції (2):

«Юргорден»: 2005
«Мальме»: 2016
- Володар Кубка Швеції (1):

«Юргорден»: 2005
- Володар Кубка Ісландії (2):

«Вікінгур»: 2019, 2021
- Чемпіон Ісландії (1):

«Вікінгур»: 2021